# Zgornjesavinjski želodec
Zgornjesavinjski želodec je trajni suhomesnati proizvod, izdelan na kmetiji po tradicionalnem postopku, starem več kot sto let. Njegovo območje je Zgornja Savinjska dolina s tipično predalpsko klimo.
Najboljši kosi dobro ohlajenega svinjskega mesa se zmeljejo, doda se na kocke narezana trda slanina, sol, poper in česnova voda. Dobro premešane sestavine se polnijo v dobro očiščene svinjske mehurje, zašijejo, našpikajo in za nekaj dni obtežijo.
Potem jih damo v sušilnico, kjer ob pogostem obračanju in po potrebi čiščenju izdelek zori in se suši. 
Suh in uporaben za narezek je približno 5-6 mesecev po izdelavi, odvisno od vremenskih razmer (temperatura, zračna vlaga) med sušenjem.
Priprava zgornjesavinskega želodca je bil 19. decembra 2018 vpisan v Register nesnovne kulturne dediščine Slovenije.